# Lakepa (Niue)
El poblado de Lakepa un municipio y un distrito electoral en la isla de Niue (Polinesia, Océano Pacífico Sur). Es uno de los 14 pueblos existentes en la isla de Niue. Contaba en el año 2011 con 51 habitantes, y una superficie de 21,58 km². Se encuentra en la costa nororiental de dicha isla, en la región histórica de la tribu Motu, la cual cubría la mitad norte de la isla.

## Demografía
Evolución demográfica
| Gráfica de evolución demográfica de Tamakautoga entre 2001 y 2011 |
|                                                                   |
|                                                                   |

## Turismo
Dos de las principales formaciones rocosas de la isla de Niue se encuentran dentro de la aldea: las cuevas de piedra caliza de Anatoloa y Ulupka.

## Deportes
En el año 1998, el equipo de fútbol de Lakepa ganó el Campeonato de Fútbol de Niue.